# Rejon dobromilski
Rejon dobromilski (ukr. Добромильський район) – dawna jednostka podziału administracyjnego Ukraińskiej Socjalistycznej Republiki Radzieckiej w Związku Socjalistycznych Republik Radzieckich w latach 1940–1941 i 1944–1962. Należał do obwodu drohobyckiego do 1959 roku, a po jego zniesieniu do obwodu lwowskiego. Siedziba władz rejonu znajdowała się w Dobromilu.
Rejon dobromilski został utworzony 17 stycznia 1940 na podstawie dekretu Prezydium Rady Najwyższej USRR o podziale na rejony zachodnich obwodów USRR, kiedy to w obwodzie drohobyckim utworzono 30 rejonów, między innymi dobromilski. Rejon objął miasto Dobromil oraz obszary zniesionych gmin Dobromil, Nowe Miasto, Nowosiółki Dydyńskie, Rybotycze i Wojtkowa, należących przed wojną do powiatu dobromilskiego w województwie lwowskim.
Rejon dobromilski przestał istnieć wraz z wybuchem wojny niemiecko-radzieckiej 22 czerwca 1941. Jego tereny weszły w skład Landkreis Przemysl dystryktu krakowskiego Generalnego Gubernatorstwa.
Rejon został odtworzony 31 lipca 1944, po zajęciu tych terenów przez Armię Czerwoną.
W marcu 1945, w wyniku wytyczenia granicy między ZSRR a Polską, zachodnia część rejonu dobromilskiego weszła w skład Polski – w odniesieniu do podziału przedwojennego obszar ten objął całe gminy Wojtkowa i Rybotycze, połowę gminy Nowosiółki Dydyńskie (bez Hujska, Sokołowa Dobromilskiego i Truszowic) oraz gromadę Arłamów z gminy Dobromil. Włączono je do reaktywowanego powiatu przemyskiego, od 18 sierpnia 1945 w nowym woj. rzeszowskim. Gminy Wojtkowa i Rybotycze odtworzono w przedwojennych granicach, z tym że do gminy Rybotycze włączono pozostałe miejscowości z niepełnych gmin (Huwniki, Kalwaria Pacławska, Leszczyny, Nowosiółki Dydyńskie, Pacław i Sopotnik oraz Arłamów).
w 1946 roku rejon dobromilski podzielony był na 22 rad: jedną miejską i 21 wiejskich (stan na 1 września 1946):
- rada wiejska Błozew (Болозівська сільська рада) – wieś Błozew (Болозів);
- rada wiejska Boniowice (Бандрівська сільська рада) – wieś Boniowice (Боневичі), wieś Grodzisko (Городисько);
- rada miejska Dobromil (Боневицька міська рада) – miasto Dobromil (Добромиль);
- rada wiejska Grabownica (Грабівницька сільська рада) – wieś Grabownica (Грабівниця);
- rada wiejska Hubice (Губицька сільська рада) – wieś Hubice (Губичі);
- rada wiejska Hujsko (Військівська сільська рада) – wieś Hujsko (Військо), wieś Sokołów Dobromilski (Сокологірка);
- rada wiejska Kniażpol (Княжпільська сільська рада) – wieś Kniażpol (Княжпіль);
- rada wiejska Komarowice (Комаровицька сільська рада) – wieś Komarowice (Комаровичі);
- rada wiejska Koniów (Конівська сільська рада) – wieś Koniów (Конів);
- rada wiejska Kropiwnik (Кропивникцька сільська рада) – wieś Kropiwnik (Кропивник);
- rada wiejska Kwaszenina (Квасининська сільська рада) – wieś Kwaszenina (Квасинина);
- rada wiejska Michowa (Міхівська сільська рада) – wieś Michowa (Міхова), wieś Wełykie (Велике);
- rada wiejska Nowe Miasto (Новоміська сільська рада) – wieś Nowe Miasto (Нове Місто);
- rada wiejska Paportno (Папортнeнська сільська рада) – wieś Paportno (Папортнe);
- rada wiejska Pietnice (П'ятницька сільська рада) – wieś Pietnice (П'ятниця), wies Różewo (Рожеве);
- rada wiejska Przedzielnica (Передільницька сільська рада) – wieś Przedzielnica (Передільниця);
- rada wiejska Posada Nowomiejska (Посадо-Новоміська сільська рада) – wieś Posada Nowomiejska (Посада-Новоміська);
- rada wiejska Solanuwatka (Солянуватська сільська рада) – wieś Solanuwatka (Солянуватка);
- rada wiejska Tarnawa (Тернавська сільська рада) – wieś Tarnawa (Тернава), wieś Polana (Поляна);
- rada wiejska Towarnia (Товарнянська сільська рада) – wieś Towarnia (Товарна);
- rada wiejska Truszowice (Трушевицька сільська рада) – wieś Truszowice (Трушевичі);
- rada wiejska Wołcza Dolna (Нижньововчанська сільська рада) – wieś Wołcza Dolna (Нижня Вовча).

15 maja 1948 zniesiono trzy rady wiejskie
- radę wiejską Hujsko (Військівська сільська рада) – wieś Hujsko (Військо), wieś Sokołów Dobromilski (Сокологірка);
- radę wiejską Kwaszenina (Квасининська сільська рада) – wieś Kwaszenina (Квасинина);
- radę wiejską Paportno (Папортнeнська сільська рада) – wieś Paportno (Папортнe).

Przyczyną tego było zmiana granicy w ramach korekty granic z ZSRR. Rady wiejskie Kwaszenina i Hujsko włączono w całości do Polski, natomiast Paportno przecięła nowa granica. Część wsi Paportno, która pozostała w ZSRR, włączono do rady wiejskiej Kropiwnik. Część polską Paportna i Hujsko włączono jako nowe gromady do gminy Rybotycze, a Kwaszeninę jako nową gromadę do gminy Wojtkowa. Wszystkie trzy nowe polskie gromady włączono do powiatu przemyskiego w województwie rzeszowskim. Rówocześnie, 15 maja 1948 rejon dobromilski zasilono o część rejonu starosamborskiego (rady wiejskie Bukowa i Czyszki).
W czerwcu 1957 do rejonu dobromilskiego włączono zniesiony rejon chyrowski.
21 maja 1959, w wyniku zniesienia obwodu drohobyckiego, rejon dobromilski włączono do obwodu lwowskiego.
23 września 1959 do rejonu dobromilskiego włączono część zniesionego rejonu niżankowickiego.
Ostatecznie rejon dobromilski zniesiono 30 czerwca 1962, włączają jego obszar do rejonu starosamborskiego.